# Fleuron (Gebäck)

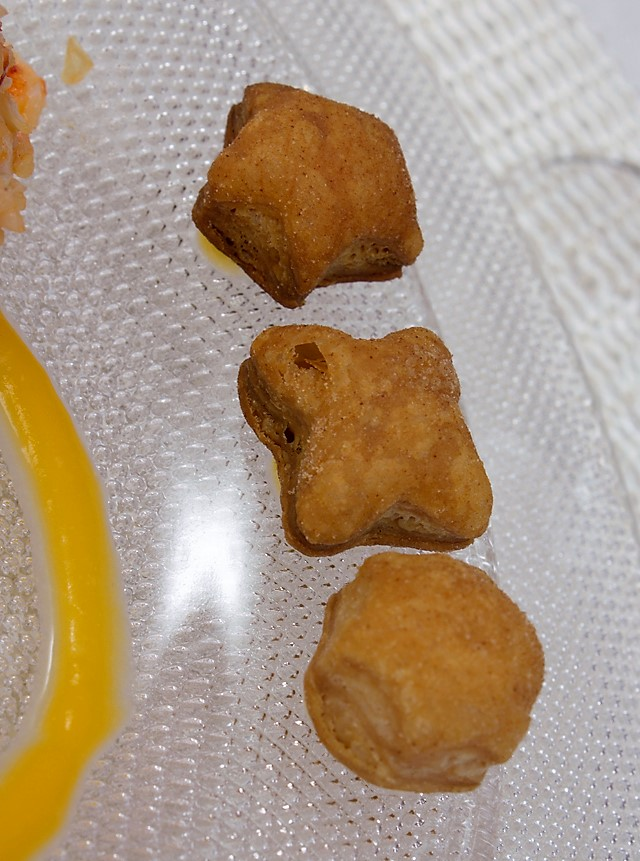
Fleurons

Fleurons (von franz. fleuron „Schmückendes“) sind kleine Gebäckstücke aus ungesüßtem Blätterteig mit verspielten Formen wie Halbmonden oder Sternen. Sie werden als Garnitur zu Suppen gereicht, aber auch zu Frikassee, Ragouts und Fischgerichten.